# Ковалёвка (Гомельская область)
Ковалёвка (бел. Кавалёўка) — деревня в Довском сельсовете Рогачёвского района Гомельской области Беларуси.

## География

### Расположение
В 38 км на северо-восток от районного центра и железнодорожной станции Рогачёв (на линии Могилёв — Жлобин), 96 км от Гомеля.

### Гидрография
На реке Долгая (приток реки Гутлянка).

## Транспортная сеть
Транспортные связи по просёлочной, затем автомобильной дороге Довск — Славгород). Планировка состоит из короткой улицы, ориентированной с юго-запада на северо-восток и застроенной редко деревянными усадьбами.

## История
По письменным источникам известна с XIX века как селение в Довской волости Рогачёвского уезда Могилёвской губернии. В 1897 году хутор. В 1909 году в деревне 150 десятин земли. В 1931 году жители вступили в колхоз. Согласно переписи 1959 года в составе экспериментальной базы «Довск» (центр — деревня Довск).

## Население

### Численность
- 2004 год — 6 хозяйств, 7 жителей.

### Динамика
- 1897 год — 4 двора, 40 жителей (согласно переписи).
- 1959 год — 94 жителя (согласно переписи).
- 2004 год — 6 хозяйств, 7 жителей.